# Metrocentro Managua
El centro comercial Metrocentro Managua, o comúnmente conocido como Metrocentro, es un centro comercial en la ciudad de Managua, Nicaragua operado por el Grupo Roble. Sus tiendas anclas son Siman, Tiendas Carrion y La Curacao. El centro comercial cuenta con 120 establecimientos comerciales establecidos en dos niveles, en la cual una tienda por departamentos, Carrión cuenta con 3 niveles construida en la tercera etapa del centro comercial, un food court y un teatro de cine de 6 salas de cine. En total al año Metrocentro recibe alrededor de 4 millones de personas.

## Historia
Fue en 1974 cuando el Grupo Roble de El Salvador  inició operaciones con la construcción de la primera etapa de este centro de compras de gran prestigio. En los noventa fue reactivado, y en diciembre de 1998 se realizó con gran éxito la primera ampliación del centro comercial que incluía el Hotel Intercontinental Metrocentro, con una inversión inicial arriba de los 50 millones de dólares y la tercera etapa se inauguró en 2004 con la construcción de más de 25 mil metros cuadrados de espacio comercial y un estacionamiento de 2 niveles.